# Francisco Alberto Teixeira de Aragão

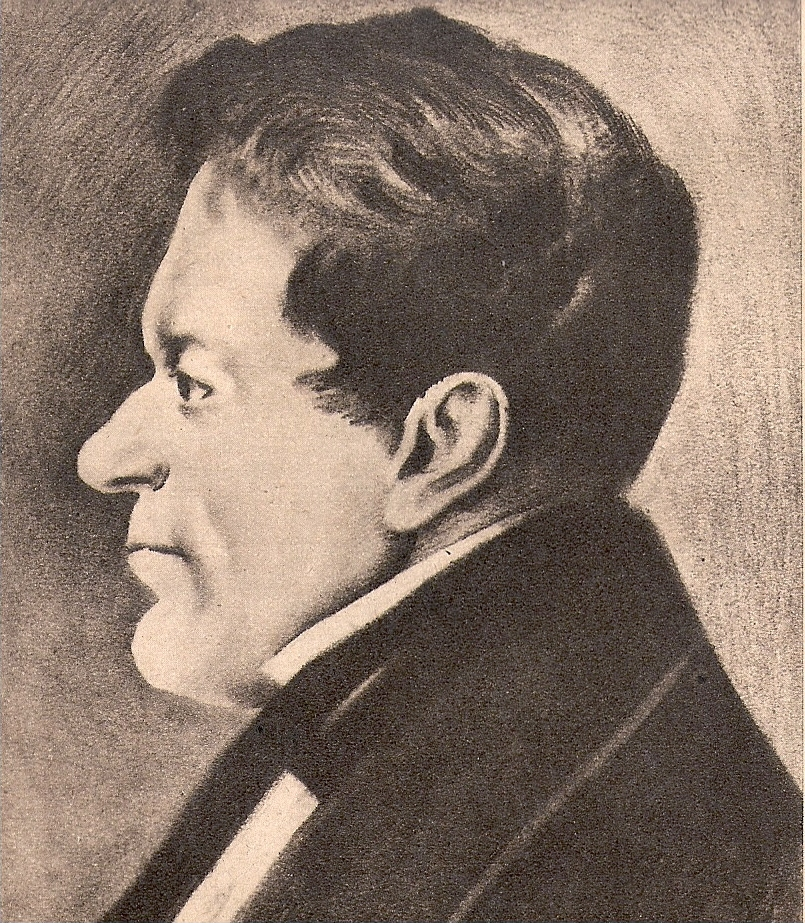
Francisco Alberto Teixeira de Aragão

Francisco Alberto Teixeira de Aragão, nasceu em Lisboa, em 1788 e faleceu no Rio de Janeiro, em 10 de junho de 1847. Foi um magistrado luso-brasileiro e sexto Intendente Geral de Polícia da Corte e do Estado do Brasil.
Bacharelou-se em Direito, pela Universidade de Coimbra, em 1813. Era filho de Felisberto Teixeira de Aragão e de Ana Teixeira de Aragão.
Depois de iniciar a carreira como Juiz de Fora da Vila do Torrão, transferiu-se para o Brasil em 1824, sendo nomeado por Resolução de 16 de março do mesmo ano Ouvidor da Rio de Janeiro e, interinamente, para o cargo de Intendente Geral de Polícia, no qual foi efetivado após sete meses, pelo Decreto de 14 de outubro. Em 23 de outubro, Pedro I elevou-o a Conselheiro do Paço.
Pela excelência do seu trabalho a frente da Polícia, historiadores como Carmo Neto consideram o período da sua administração como "a idade de ouro da polícia do Rio de Janeiro".
O Intendente Aragão deixou o cargo em 25 de agosto de 1827, substituído por José Clemente Pereira.
Pelo seu saber jurídico e serviços relevantes prestados à Nação, foi elevado ao Supremo Tribunal de Justiça, nomeado como um dos seus ministros por Decreto de 19 de janeiro de 1828.
Faleceu em 1847, quando residia no prédio de nº 111, da Rua do Catete, estando seus despojos na catacumba da Igreja da Ordem Terceira do Carmo. 

## A administração policial
Dentre as realizações de Teixeira de Aragão como Intendente Geral de Polícia podem ser destacadas:
- Efetivação do Corpo de Comissários de Polícia, criado em 25 de maio de 1810 e tornado efetivo pela Portaria do Intendente, de 4 de novembro de 1825. Essa medida assegurou para as chefias dos distritos policiais, nos termos da citada portaria, um quadro de autoridades de "conhecida honra, probidade e patriotismo";
- Melhor tratamento para os escravos - proibindo os castigos ministrados por particulares (os troncos domésticos) e obrigando os seus proprietários a trajá-los com decência;
- Regulamentação da inspeção de teatros, pelo Edital de 29 de novembro de 1824, destinado a dotar o estabelecimento teatral de segurança, ordem e respeito compatíveis;
- Melhor gratificação para os oficiais do Corpo da Guarda de Polícia, como medida de recompensa e incentivo (Decreto de 9 de janeiro de 1825);
- Criação da Contadoria e Tesouraria da Polícia, dando execução ao Decreto de 21 de março de 1821, melhor ordenando o recolhimento de taxas, multas e outras receitas;
- Obras públicas, dando continuidade a tarefa supletiva da Intendência de Polícia na melhoria das condições de habitabilidade da cidade do Rio de Janeiro.

## O Toque do Aragão

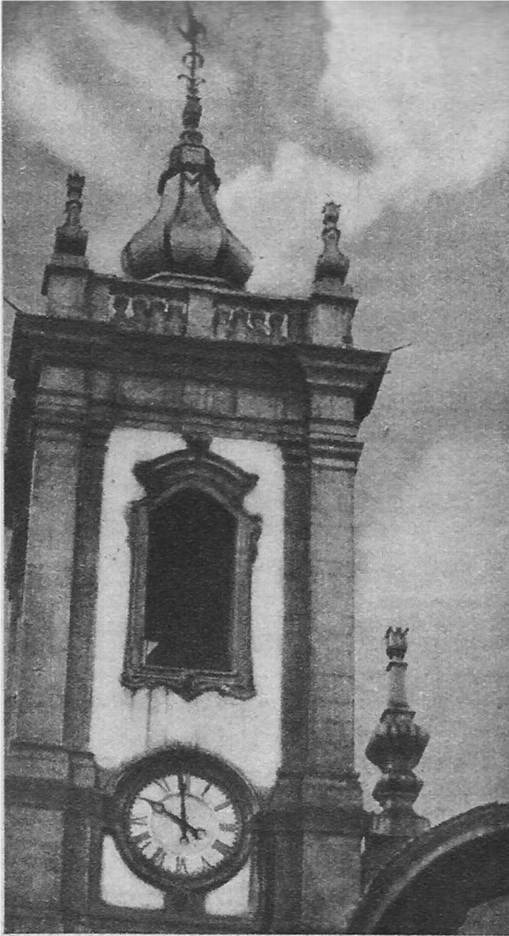
O Aragão

Para coibir a prática de crimes como roubos, furtos e até assassinatos, ocorridos apesar das medidas policiais determinadas pelo Intendente, este estabeleceu, por Edital de 3 de janeiro de 1825 , a proibição de permanecer a população parada nas ruas da cidade após as 22 horas, durante o verão, e após as 21 horas, durante o inverno, até a alvorada, devendo as portas de residências e tavernas serem fechadas ao anoitecer.
Para avisar do início do horário de recolhimento compulsório da população, os sinos da Igreja de São Francisco de Paula e do Mosteiro de São Bento dobravam pelo espaço de meia hora sem interrupção. Esse "toque de recolher" passou a ser conhecido como o toque do Aragão e o sino da Igreja de São Francisco foi apelidado de "o Aragão".